# 24の前奏曲 (カバレフスキー)
ドミトリー・カバレフスキーの 24の前奏曲は、民謡をベースに、ショパンの一連の前奏曲がモデルとなっている。作曲は1943年から1944年にかけて行われ、師であるミャスコフスキーに献呈された。
スコアはミハイル・レールモントフのロシア民謡から採られている。以下の24曲からなる
1. Andantino ハ長調
2. Scherzando イ短調
3. Vivace leggiero ト長調
4. Andantino. ホ短調
5. Andante sostenuto ニ長調
6. Allegro molto. ロ短調
7. Moderato e tranquillo イ長調
8. Andante non troppo. Semplice e cantando - Poco Agitato - Tempo I　嬰ヘ短調
9. Allegretto scherzando - Poco più mosso. ホ長調
10. Non troppo allegro ma agitato. Recitando, rubato - Largo - Come prima - Largo　嬰ハ短調
11. Vivace scherzando ロ長調
12. Adagio. 嬰ト短調
13. Allegro non troppo 嬰ハ長調
14. Prestissimo posibile 変ホ短調
15. Allegretto marcato 変ニ長調
16. Allegro tenebroso 変ロ短調
17. Andantino tranquillo 変イ長調
18. Largamente con gravita ヘ短調
19. Allegretto. 変ホ長調
20. Andantino semplice　ハ短調
21. Festivamente. Non troppo allegro 変ロ長調
22. Scherzando. Non troppo allegro ト短調
23. Andante sostenuto. ヘ長調
24. Allegro feroce - Meno mosso. Marciale. - Pochissimo più mosso - Poco meno mosso.　ニ長調

| スタブアイコン | サブスタブ | この項目は、まだ閲覧者の調べものの参照としては役立たない、クラシック音楽に関連した書きかけの項目です。この項目を加筆・訂正などしてくださる協力者を求めています（P:クラシック音楽/PJ:クラシック音楽）。 |